# Azurina hirundo
Azurina hirundo är en fiskart som beskrevs av Jordan och Mcgregor, 1898. Azurina hirundo ingår i släktet Azurina och familjen Pomacentridae. IUCN kategoriserar arten globalt som nära hotad. Inga underarter finns listade.